# Ulm
Ulm je mesto v nemški zvezni deželi Baden-Württemberg in leži ob reki Donavi. Mesto z okoli 120.000 prebivalci tvori mestno okrožje (nemško: Stadtkreis) in je upravni sedež okrožja Alb-Donau. Ulm, ustanovljen okoli leta 850 ima bogato zgodovino in tradicijo, kot nekdanje Svobodno cesarsko mesto (nemško: freie Reichsstadt). Danes je gospodarsko središče zaradi svojih različnih panog in sedež univerze. Na mednarodni ravni je Ulm znan predvsem po cerkvi z najvišjim zvonikom na svetu (161,53 m, gotskem Minstru - stolnici sv. Pavla (nemško: Ulmer Münster) in kot rojstni kraj Alberta Einsteina.

## Geografija
Ulm leži na sotočju rek Blau in Iller z reko Donavo, na nadmorski višini 479 m. Večina delov mesta, vključno staro mestno jedro, je na levem bregu Donave, le okrožja Wiblingen, Gögglingen, Donaustetten in Unterweiler so na desnem bregu. Nasproti starega mestnega jedra, na drugi strani reke, leži pobrateno mesto Neu-Ulm v zvezni deželi Bavarski, ki je manjše od Ulma in je bilo do leta 1810 del njega (populacija ~ 50.000).
Razen Donave na jugu, je mesto obdano z gozdovi in hribi, ki se dvigajo okoli 620 metrov visoko, nekateri izmed njih so del Švabske Jure (Schwäbische Alb). Južno od Donave se ravnice in griči na koncu končajo na severnem robu Alp, ki so približno 100 km oddaljene od Ulma in so ob jasnih dneh vidne iz mesta.
Mesto je razdeljeno na osemnajstih okrožij (nemško: Stadtteile): Ulm-Mitte, Böfingen, Donaustetten, Donautal, Eggingen, Einsingen, Ermingen, Eselsberg, Gögglingen, Grimmelfingen, Jungingen, Lehr, Mähringen, Oststadt, Söflingen (s Harthausen), Unterweiler , Weststadt in Wiblingen.
Mesto Ulm leži v severnem delu Severne Alpinske kotline, kjer ta doseže Schwäbische Alb. Na "Erminger Turritellenplatte" je znano geološko in paleontološko nahajališče Burdigalske starosti (zgodnji miocen).

### Podnebje
Šaljivo Ulm imenujejo tudi »glavno mesto cesarstva megle« (Hauptstadt des Nebelreiches). Statistike kažejo, da je v Ulmu, za Freiburgom in Münchnom, le 1698 ur sonca na leto (merilna postaja Kuhberg, vzpetina nad Ulmom). Ulm je glede na študijo iz leta 2007, »zdravo mesto Nemčije«, ki nudi svojim državljanom najboljše življenjske pogoje. Za ocenjevanje so bili poleg podnebnih podatkov, kot so onesnaženost zraka, zdravstvena oskrba, socialne in ekonomske razmere, odločilni še športni objekti in število vrtcev.
S 749 milimetri padavin v povprečju in povprečno temperaturo 7,9 stopinj Celzija, mesto sodi v zmerni pas.
Poplave so v Ulmu resen problem, če Donava in Iller narasteta zaradi večjih padavin in hkratnega taljenja snega. Samo nenadna odjuga lahko v pol dneva privede do hudih poplav.

## Zgodovina
Najstarejše sledljivo naselje na območju Ulma je iz začetka neolitika, okoli 5000 pred našim štetjem. Naselja iz tega časa so bila najdena v vaseh Eggingen in Lehr, danes okrožja mesta. V mestnem območju Ulma pa so najstarejše najdbe iz poznega neolitika.
V okolici Ulma je mnogo ostankov rimskih utrdb, saj je južno od Donave potekala pomembna rimska cesta, ki jo zdaj zgodovinarji imenujejo Donausüdstraße. Do leta 500 je bil Ulm na nasprotnem bregu Rimskega cesarstva od katerega ga je ločeval Donau-Iller-Rhein-Limes. Preko ulmske regije je potekala meja med rimskim imperijem in nezasedeno Germanijo (Germania Magna).
V 6. in 7. stoletje segajo grobišča Merovingov, ki so jih našli na severovzhodu od centra mesta in zgodnjesrednjeveška kraljeva palača Karolingov v Weinhofu in na področju bolnišnice Sv. Duha.
Prva pisna omemba Ulma je iz 22. julija 854, ko je kralj Ludvik Nemški podpisal dokument v kraljevi palači "Hulma" v vojvodstvu Švabske. 
Mesto je za Svobodno cesarsko mesto (nemško: Reichsstadt) razglasil Friderik Barbarossa leta 1181 predvsem zaradi njegove lege na stičišču trgovskih in romarskih poti po kopnem in vodi.
Sprva je bil Ulm pomemben zaradi privilegija Königspfalz, kraja nastanitve srednjeveških nemških kraljev in cesarjev na svojih pogostih potovanjih. Kasneje je Ulm postal mesto trgovcev in obrtnikov. Eden izmed najpomembnejših pravnih dokumentov mesta je dogovor med patriciji Ulma in trgovskimi cehi (nemško: Großer Schwörbrief) iz leta 1397. Ta dokument, ki velja za zgodnjo ustavo mesta in začetek gradnje velike cerkve (Ulm Minster, 1377), ki so jo financirali prebivalci Ulma in ne cerkev, dokazuje odločnost srednjeveških državljanov Ulma. Ulm se je razcvetel v 15. in 16. stoletju, predvsem zaradi izvoza tekstila visoke kakovosti. V poznem srednjem veku so ulmski trgovci razpredli gosto mrežo poslovnih stikov od Skandinavije do severne Afrike, od Sirije do Irske in drugod. Ta stoletja, v katerih je bilo postavljenih veliko pomembnih stavb, prav tako predstavljajo vrhunec v umetnosti v Ulmu, zlasti za slikarje in kiparje, kot so Hans Multscher in Jörg Syrlin starejši. V času reformacije je Ulm postal protestantski (1530). Z ustanovitvijo novih trgovskih poti po odkritju Novega sveta v 16. stoletju ter izbruhom in posledicami tridesetletne vojne (1618-1648), je mesto začelo postopoma nazadovati. Okoli leta 1700 je bilo večkrat izmenično napadeno od francoskih in bavarskih vojakov.
Od poznega 17. stoletja je postal Ulm osrednje zbirališče švabskih izseljencev, ki so se naselili v novo osvojenih področjih habsburškega in ruskega imperija v jugovzhodni Evropi in južni Rusiji. Prvi val izseljevanja, je potekal med poznim 17. do sredine 18. stoletja. Nastala so nova naselja, kjer danes živijo etnične skupine Nemcev v Romuniji, na Madžarskem in v Srbiji.
V vojnah po francoski revoluciji so mesto izmenično zasedale francoske in avstrijske sile, ki so uničevale mestne utrdbe. Leta 1803 je Ulm izgubil status cesarskega mesta in je bil vključen v Bavarsko. Med kampanjo leta 1805 je Napoleonu uspelo v bitki pri Ulmu poraziti avstrijsko vojsko generala Macka in jo prisiliti k predaji. Leta 1810 je bil Ulm vključen v Kraljevino Württemberg in izgubil svoja okrožja na drugem bregu Donave. Tam je nastal Neu-Ulm (Novi Ulm).
Drugi val izseljevanja je sledil v začetku 19. stoletja. Od 1804 - 1818 je tisoče izseljencev potovalo na splavih po Donavi do izliva v današnji Bolgariji in Romuniji ter Besarabije (zdaj Moldavija) na severu, preko Črnega morja (zdaj južna Ukrajina) in od tam v Južno Rusijo, zlasti na področje Kavkaza.
V sredini 19. stoletja je bilo mesto trdnjava nemške konfederacije z velikanskimi vojaškimi gradbenimi deli, usmerjenimi predvsem proti grožnji francoske invazije. Mesto je v drugi polovici 19. stoletja postalo pomembno središče industrializacije v južni Nemčiji, njegovo pozidano območje se je razširilo prek srednjeveškega obzidja. Gradnja velike stolnice, ki je bila prekinjena v 16. stoletju zaradi gospodarskih razlogov, se je nadaljevala in na koncu končala (1844-1891) v valu nemškega nacionalnega navdušenja za srednji vek.
Od 1933-1935 je na Kuhbergu, enem od okoliških hribov, delovalo koncentracijsko taborišče, predvsem zaradi političnih nasprotnikov režima. Judje v Ulmu, okoli 500 ljudi, so bili najprej diskriminirani in pozneje preganjani; njihovo sinagogo so podrli po Kristalni noči v novembru 1938. Edino strateško bombardiranje zavezniških sil med drugo svetovno vojno, se je na Ulm zgodilo 17. decembra 1944 in sicer na dve veliki tovarni tovornjakov Magirus-Deutz in Kässbohrer, kot tudi drugo industrijo, vojašnice in depoje v Ulmu. Uničenih je bilo več vojaških bolnišnic in vojašnica Gallwitz.  Ubitih je bilo 707 prebivalcev, po vseh bombnih napadih je bilo 25.000 brezdomcev, več kot 80% srednjeveškega mestnega jedra je bilo v ruševinah, stolnica je ostala v veliki meri neprizadeta.
Večina mesta je bila obnovljena v preprostem slogu v 1950-tih in 1960-tih, vendar so nekatere zgodovinsko pomembne stavbe tudi obnovili. Zaradi skoraj popolnega uničenja leta 1944, Hirschstraße v prvi vrsti sestavljajo moderne arhitekture. Ulm je doživel znatno rast v desetletjih po drugi svetovni vojni, z ustanovitvijo velikih novih stanovanjskih sosesk in novih industrijskih con. Leta 1967 je bila ustanovljena Univerza, ki se je izkazala za zelo pomembno za razvoj mesta. Še posebej od leta 1980 je prehod iz klasične industrije v smeri visokotehnološkega sektorja pospešen, z, na primer, ustanovitvijo raziskovalnih centrov podjetij, kot so Daimler, Siemens in Nokia in številnih manjših aplikativnih raziskovalnih inštitutov v bližini univerzitetnega kampusa. Mesto danes še vedno raste, skupaj s sosednjim pobratenim bavarskim mestom Neu-Ulm ima 170.000 prebivalcev in zdi se, da vsestransko izkorišča svojo lego na polovici poti med Stuttgartom in Münchnom.

## Gospodarstvo
Mesto ima zelo staro trgovsko tradicijo, ki sega od srednjeveških časov in dolge zgodovine industrializacije, ki se začne z izgradnjo železniške postaje leta 1850. Najpomembnejši sektor je še vedno klasična industrija (stroji, zlasti motorna vozila, elektronika, farmacevtska industrija). Ustanovitev Univerze v Ulmu v letu 1967, ki se je osredotočila na biomedicino, znanost in inženirstvo, je pomagala podpreti prehod na visokotehnološko industrijo, zlasti po krizi klasične industrije v  letu 1980.
Družbe, ki imajo sedež v mestu:
- Ebner & Spiegel GmbH (tiskarna)
- Gardena AG (vrtna oprema)
- J. G. Anschütz (orožje za šport in lov)
- H. Krieghoff GmbH (orožje za šport in lov od 1886)
- Müller Ltd. & Co. KG ((glavno nemško trgovsko podjetje)
- Ratiopharm (zdravila)
- Carl Walther GmbH (strelnega orožja, predvsem pištole)
- Wieland-Werke AG (barvni polizdelki)
- Britax Roemer Kindersicherheit GmbH (izdelki za varnost otrok)
- Iveco Magirus AG
- Zwick Roell Group (Material za testiranje strojev - "intelligent testing")
- Liqui Moly (aditivi, olja, izdelki za nego avtomobilov)

Družbe, ki imajo obrate v mestu:
- Daimler: Daimler Forschungszentrum (raziskovalni center) in EvoBus (izdelava avtobusov)
- EADS, European Aeronautic Defence and Space Company
- BMW Car IT GmbH
- Nuance Communications Speech Recognition (raziskovalni oddelek)
- Siemens AG
- Nokia
- eutsche Telekom AG
- Atmel
- Intel
- AEG
- Audi AG

## Ekologija
Leta 2007 je mesto Ulm prejelo evropsko nagrado za energijo (European Energy Award) za njihovo izjemno lokalno energetsko upravljanje in njihovo prizadevanje v boju proti podnebnim spremembam.  Primeri teh prizadevanj sta elektrarna na biomaso, ki jo upravlja družba Fernwärme Ulm GmbH (10 MW) in največja pasivna hiša poslovna stavba na svetu, tako imenovana Energon, ki se nahaja v Science City, v bližini univerzitetnega kampusa. Poleg tega se mesto Ulm ponaša z drugo največjo proizvodnjo sončne energije v Nemčiji.  Za vse nove stavbe od aprila 2008 obvezno veljajo strogi energetski standardi (nemški KFW40 standard). Ulm Münster se od januarja 2008 v celoti napaja iz obnovljivih virov energije.  Do konca leta 2011 je bil kot evropski pilotni projekt zgrajen v zahodnem delu mesta Ulm samozadosten data-center. Trajekt na sončni pogon prečka Donavo  v poletnih mesecih 7 dni v tednu. V februarju 2010 je bila ustanovljena »Bündnis 100% Erneuerbare Energien«, ki želi, da bi se do leta 2030 lahko vsi ljudje in institucije v regiji preklopili 100% na energijo iz obnovljivih virov. 

## Transport
Ulm se nahaja na križišču avtoceste A8 (povezuje glavna mesta v južni Nemčiji s Stuttgartom in Münchnom) in avtoceste A7, ki poteka od severne do južne Evrope.
Mestna železniška postaja je služila med drugim liniji Pariz - Strasbourg - Stuttgart - Ulm - München - Dunaj - Budimpešta. Na voljo so tudi neposredne povezave do Berlina.
Ulm ima dober sistem javnega prevoza, ki temelji na več avtobusnih in tramvajskih linijah. Na voljo je sistem parkiraj in se pelji, kot tudi parkirišča v središču mesta. Več ulic v starem mestnem jedru je namenjeno samo pešcem in kolesarjem. Ulm je prvo območje, ki se oskrbuje s Daimler AG Car2Go - sistem souporabe avtomobila.

## Izobraževanje in kultura
Univerza v Ulmu je bila ustanovljena leta 1967 in se osredotoča na znanost, medicino, inženiring in matematiko / ekonomijo. Z okoli 7200 študenti je ena izmed manjših univerz v Nemčiji. 
Ulm je tudi sedež univerzitetnih mest uporabnih znanosti (nemški: Fachhochschule), ustanovljen leta 1960 kot javne šole inženiringa. Šola ima tudi številne študente iz vsega sveta, kot del mednarodneizmenjave.
Leta 1953 je Inge Aicher-Scholl, OTL Aicher Max Bill ustanovil Hochschule für Gestaltung - HFG Ulm, šolo oblikovanja s tradicijo Bauhausa, ki pa je bila leta 1968 zaprta. 
Javne knjižnice v Ulmu imajo več kot 480.000 tiskanih medijev. Mesto ima javno gledališče z dramo, opero in baletom, več manjših dvoran in filharmonijo.

## Znamenitosti

### Zgodovinske
- Stolnica v Ulmu (nemško: Ulmer Münster, zgrajena 1377-1891), z najvišjim  zvonikom na svetu - 161,53 m in 768 stopnicami. Korne klopi so delo Jörga Syrlin Elderja (1469-1474), znan kipar Schmerzensmann  (božji človek) je delo Hansa Multscherja (1429).
- Fischerviertel (ribiška četrt) na reki Blau, hiše predalčne lesene gradnje, tlakovane ulice in slikovite brvi. Zanimivosti tukaj so  Schiefes Haus  Arhivirano 2014-06-26 na Wayback Machine. (postrani hiša), hiša iz 16. stoletja se še danes uporablja kot hotel, in Alte Münz, srednjeveška stavba razširjena v 16. in 17. stoletja, v renesančnem slogu.
- Preostali del mestnega obzidja ob reki, z Metzgerturm  (stolp mesarjev) iz 14. stoletja, visok 36 m .
- Rathaus (Mestna hiša), zgrajena leta 1370, ki se ponaša z nekaj briljantnimi barvnimi freskami, ki segajo v sredino 16. stoletja. Na zatrepu je astronomska ura iz leta 1520. obnovljena po hudih poškodbah v letu 1944. Fotografije Rathausa je mogoče videti na .
- Hotel Krone, srednjeveški kompleks nekaj hiš (15. / 16. stoletje, podaljški iz 19. stoletja), kjer so bili nastanjeni nemški kralji in cesarji na svojih potovanjih.
- Več velikih stavb iz poznega srednjega veka / renesanse, ki se uporabljajo za različne namene (zlasti shranjevanje hrane in orožja), na primer Schwörhaus, Kornhaus, Salzstadel, Büchsenstadel, Zeughaus, Neuer Bau.
- Ulmska zvezna utrdba so največje ohranjene utrdbe in so bile zgrajene med letoma 1842-1859 za zaščito pred napadi s strani Francije.
- Zgodovinsko okrožje Auf dem Kreuz, stanovanjsko območje s številnimi stavbami iz pred leta 1700.
- Samostan Wiblingen, nekdanji benediktinski samostan v predmestju Wiblingen na jugu Ulma. Cerkev kaže značilnosti poznega baroka in zgodnjega klasicizma. Njegova knjižnica je mojstrovina rokokoja. stran s fotografijami baročni knjižnici Wiblingen Abbey Arhivirano 2011-07-17 na Wayback Machine.

### Sodobne
- Zgradba Hochschule für Gestaltung - HFG Ulm, ki je bila pomembna šola za oblikovanje (1953-1968) sloga Bauhaus.
- Stadthaus, hiša za javne prireditve, delo Richarda Meierja, v neposredni bližini stolnice.
- Stadtbibliothek, stavba javne knjižnice v Ulmu, ki jo je postavil Gottfried Böhm v obliki steklene piramide in se nahaja v neposredni bližini mestne hiše.
- Kunsthalle Weishaupt, umetnostna galerija je vrhunec v Novem centru Ulma

### Muzeji
- Weishaupt Art Gallery - zasebna zbirka prikazuje sodobno umetnost od leta 1945 v izredni okolici.
- Ulmski Muzej hrani veliko zbirko umetnosti in obrti od srednjega veka, Levjega človeka - 32.000  star kipec človeka z levjo glavo, ki je najstarejša znana človeško-živalska skulptura na svetu - in različne Evropske in ameriške umetnosti iz let po letu 1945. Muzej organizira izmenične razstave.
- Museum der Brotkultur ponuja stalno razstavo o zgodovini zrnja, pečenja, mletja in kulturo kruha.
- Razstave v  Donauschwäbisches Zentralmuseum Ulm sledijo pestri zgodovini švabskih (Donauschwaben) izseljencev.

### Spomeniki
- Spomenik Albertu Einsteinu - majhen spomenik na hiši, kjer je Albert Einstein rojen v Bahnhofstraße. Hiša sama in celotno okrožje je bilo uničeno leta 1944.
- Spomenik Hansu in Sophie Scholl - majhen spomenik na Münsterplatz v spomin na teh dveh članov skupine Weiße Rose (skupine upora proti nacističnemu režimu), ki sta preživela svojo mladost v Ulmu. Njihova družinska hiša v bližini spomenika je bila uničena v bombardiranju leta 1944.
- Spomenik dezerterjem - Nahaja se v bližini univerzitetnega botaničnega vrta, in se spominja tistih, ki so dezertirali iz Wehrmachta v prvi svetovni vojni. Spomenik predstavlja idejo: "zapustitev ni kazniva, vojna je.

## Mednarodne povezave
Ulm je član Eurotowns network, mreže srednje velikih evropskih mest, kjer živi med 50.000 in 250.000 prebivalcev. Organizacija je bila ustanovljena leta 1991. 
Ulm uradno ni pobraten, sodeluje pa z:
- Bratislava in Slovaška[10]
- Budimpešta, Madžarska
- Baja,  Madžarska
- Novi Sad, Subotica, Kladovo, Srbija
- Sibiu, Temišvar, Arad, Cluj-Napoca, Tulcea, Romunija
- Jinotega, Nikaragva
- New Ulm, ZDA[11]
- Vidin, Silistra, Bulgaria
- Vukovar, Hrvaška
- Čedžu, Južna Koreja[11]

## Znani Ulmčani in osebnosti rojene v Ulmu
- Albert Einstein
- Ulrich Ensinger
- Matthias Böblinger
- Hildegard Frieda Albertine Knef
- Leonhard Hutter (rojen v Nellingnu pri Ulmu)
- Lienhart Holle (rojen 1482), objavil je prvi Ptolemejev atlas Severnih Alp)
- Hans Multscher
- Erwin Rommel (rojen pri Heidenheimu)
- Claudia Benedikta Roth (rojena 1955 v Babenhausnu pri Memmingnu
- Claus Schenk Graf von Stauffenberg (rojen v Jettingnu, danes del Jettingen-Scheppach, približno 30 km vzhodno od Ulma)